# Sugillation
Sugillation (von lateinisch sugillare: „braun und blau schlagen“) bezeichnet den flächenhaften und bis zu 30 mm großen Austritt von Blut aus den Kapillargefäßen (Diapedese) in die Haut (Hautblutung). Sie tritt vor allem bei der Koagulopathie (Gerinnungsstörungen) auf.
Ein Beispiel einer Sugillation ist ein sogenannter "Knutschfleck", welche eine hypobare (durch Unterdruck erzeugte) Sugillation ist.